# FNN仙台放送スーパーニュースWEEKEND
『FNN仙台放送スーパーニュースWEEKEND』（エフエヌエヌせんだいほうそう スーパーニュース・ウィークエンド、ラテン文字表記：FNN仙台放送 Super NEWS WEEKEND）は、仙台放送で生放送されていた（全国ニュース『FNNスーパーニュースWEEKEND』を内包した）週末夕方の宮城県向けローカルワイドニュース番組である。

## 概要
- 2001年4月1日までは単に『FNN仙台放送スーパーニュース』として放送されていたが、週末の全国ニュースのタイトルにWEEKENDが付くようになった同年4月7日から現行タイトルで放送された。

- なお、平日には2005年10月3日に『ライブ!』が開始され、以来平日版の『FNN仙台放送スーパーニュース』は同枠に内包される形で放送されたが、この週末版は2015年3月一杯で17年間放送された。

## 放送時間
- 土曜日 18:00 - 18:30、日曜日 17:30 - 18:00（1998年4月4日 - 2001年4月1日）
- 土曜日・日曜日 17:30 - 18:00（2001年4月7日 - 2015年3月29日）

## キャスター
仙台放送のアナウンサーが交代でニュースキャスターを務めている。
- 浅見博幸
- 柳沢剛
- 佐藤拓雄
- 金澤聡
- 広瀬修一
- 林佳緒里
- 原英里奈
- 飯田菜奈
- 下田恒幸
- 小塚歩
- 板垣龍佑
- 岡田友香
- 長田麻衣子
- 大野綾子
- 柳生聡子
- 佐藤明子
- 菅原美千子
- 出射由佳
- 佐藤亜樹
- 水上明子
- 早坂牧子